# Bảo tàng Chân phước Edmund Bojanowski ở Grabonóg
Bảo tàng Chân phước Edmund Bojanowski ở Grabonóg (tiếng Ba Lan: Muzeum bł. Edmunda Bojanowskiego w Grabonogu) là một bảo tàng tọa lạc tại làng Grabonóg, xã Piaski, huyện Gostyński, tỉnh Wielkopolskie, Ba Lan. Bảo tàng được chăm sóc bởi Khu liên hợp Trường Nông nghiệp Tướng Józef Wybicki.

## Lược sử hình thành
Bảo tàng Chân phước Edmund Bojanowski ở Grabonóg được thành lập vào năm 1981. Chỗ ngồi của nó là một trang viên được cải tạo trong một nỗ lực của cộng đồng, có niên đại từ đầu thế kỷ 19, nơi sinh của Edmund Bojanowski vào năm 1814, người sáng lập Dòng Các Chị Em Tôi Tớ của Đức Trinh Nữ Maria Vô Nhiễm Nguyên Tội và sau này là Chân Phước. Một năm sau khi khai trương, cơ sở này đã trở nên phong phú với các bộ sưu tập do giáo sư hiến tặng. Stanisław Helsztyński, trong những năm 1989-1990 bảo tàng đã mở các phòng trưng bày: tranh và điêu khắc không chuyên của Czesław Ptak (trên gác mái).

## Triển lãm
Bộ sưu tập của Bảo tàng Chân phước Edmund Bojanowski ở Grabonóg hiện đang chiếm bảy phòng của trang viên. Ngoài các cuộc triển lãm dành riêng cho Bl. Edmund Bojanowski và Stanisław Helsztyński và một cuộc triển lãm nghệ thuật, cơ sở cũng có các bộ sưu tập dân tộc học từ khu vực Biskupin, một cuộc triển lãm dành cho các hoạt động truyền giáo của Giáo đoàn và một cuộc khảo cổ học, mượn từ Viện Khảo cổ học Pozna of của Học viện Khoa học Ba Lan. Mặt khác, triển lãm ngoài trời giới thiệu máy móc và thiết bị nông nghiệp thế kỷ 19 và một cối xay gió đã được phục hồi.

## Giờ mở cửa
Du khách có thể tham quan Bảo tàng Chân phước Edmund Bojanowski ở Grabonóg sau khi có sự sắp xếp trước với nhân viên của Khu liên hợp Trường Nông nghiệp Tướng Józef Wybicki.